# Martin Emtenäs
Jan Martin Emtenäs, född 24 juli 1977 i Oxelösund, är en svensk TV-journalist, författare och programledare, mest känd som programledare för Mitt i naturen i SVT.
Martin Emtenäs växte upp i Oxelösund i Södermanland och blev tidigt naturintresserad. 1996 flyttade han till Umeå för att göra militärtjänstgöring och stannade sedan kvar för att studera. På Umeå universitet läste han molekylärbiologi i två år samt kurser i medie- och kommunikationsvetenskap och skapande svenska. Under studietiden arbetade Emtenäs med studentradion Mick 102, och det var där grunden för hans karriär lades. 2002 fick han sommarjobb som programledare på Radio P4 Västernorrland, och arbetade sedan kvar där i tre år.
Emtenäs var mellan 2005 och 2014 programledare för Mitt i naturen i SVT. År 2008 tilldelades han Norrlands stora journalistpris för sitt arbete med programmet. 2010 och 2011 var han programledare för SVT:s bevakning av Victoriadagen. Under 2017 var han programledare för dokusåpan Det stora fågeläventyret som handlade om fågelskådning.
Emtenäs har även arbetat som trumlärare och på kollo. Han är trummis i bandet P.R.O. — Punk rock orchestra.